# مذبحة ووندد ني
وقعت مذبحة الركبة الجريحة (بالإنجليزية: Wounded Knee Massacre) هي مجزرة جرت أحداثها في 29 ديسمبر 1890 قرب غدير الركبة الجريحة (بالإنجليزية: Wounded Knee Creek) في داكوتا الجنوبية بالولايات المتحدة.
، بالقرب من نهير الركبة الجريحة وذهب ضحيتها شعب لاكوتا الذي كان يعيش في محمية باين ريدج الهندية في ولاية داكوتا الجنوبية، بالولايات المتحدة. بدأت وقائع المذبحة في اليوم السابق لها، إذ اعترضت فرقة من الفوج السابع لسلاح الفرسان الأمريكي بقيادة اللواء صموئيل ويتسايد، قافلة سي تانكا زعيم قبيلة مينيكينجو المنحذرة من قبائل سايوكس، و 38 شخصًا آخرين من قبيلة هنكبابا بالقرب من جبل بركيوباين بوت واصطحبوهم خمسة أميال غربًا (أي 8 كم) إلى نهير الركبة الجريحة حيث أقاموا معسكرًا هناك.
مجزرة الركبة المجروحة

دفن ضحايا هنود اللاكوتا في مقبرة جماعية عقب مجزرة الركبة المجروحة

أسفرت المجزرة عن مقتل ما لا يقل عن 150 من رجال ونساء وأطفال قبائل لاكوتا وجرح 51 آخرين (4 رجال و47 امرأة وطفلًا، بعضهم لقوا حتفهم لاحقًا متأثرين بجراحهم). ويقدر البعض عدد القتلى بثلاثمائة قتيل. وقد قتل أيضًا في هذه المجزرة 25 جنديًا أمريكيًا وجُرح 39 آخرون (لقي ستة منهم حتفهم لاحقًا متأثرين بجراحهم). ويُعتقد أن كثيرًا من الضحايا سقطوا بنيران صديقة؛ نظراً لأن إطلاق النار حدث من نطاقات قريبة وفي ظروف فوضوية. وقد مُنح ما لا يقل عن عشرين جنديًا أمريكيًا ميدالية الشرف مكافأة لهم على مشاركتهم في هذه المجزرة.
ثم وصل باقي الفوج السابع لسلاح الفرسان بقيادة الكولونيل جيمس فورسيث وحاصروا المعسكر مدعمين بأربعة مدافع هوتشكيس.
وفي صباح 29 ديسمبر، اجتاحت القوات المعسكر بهدف نزع سلاح أفراد لاكوتا. وتذكر إحدى الروايات أنه خلال عملية نزع السلاح، رفض أحد رجال القبيلة ويدعى بلاك كويت (Black Coyote) وكان أصمًا، أن يسلم بندقيته، بحجة أنه قد دفع الكثير في مقابلها. تصاعدت حدة الشجار حول بندقية بلاك كويت، ثم انطلقت إحدى الرصاصات مما دفع أحد جنود فوج سلاح الفرسان السابع بفتح النار العشوائي على جميع الاتجاهات، ليتساقط القتلى من الرجال، والنساء، والأطفال، فضلاً عن سقوط عدد من جنود الفوج بنيران صديقة. وفي ردة فعل على ذلك، بدأ عدد من محاربي لاكوتا الذين كانوا ما يزالون يحتفظون بأسلحتهم بإطلاق النار مهاجمين الجنود، الذين سرعان ما تمكنوا من السيطرة على النيران القادمة من جانب لاكوتا. أما الناجون منهم، فقد لاذوا بالفرار وطاردهم جنود سلاح الفرسان الأمريكي وقتلوا العديد منهم على الرغم من أنهم كانوا عزلاً.
وبانتهاء المعركة، كان هناك ما لا يقل عن 150 قتيلاً من الرجال والنساء والأطفال من بين سكان لاكوتا سيوكس، كما سقط 51 مصابًا (4 رجال، 47 امرأة وطفلاً، توفي بعضهم في وقت لاحق متأثرًا بجراحه)؛ وقد ذكرت بعض التقديرات أن عدد القتلى قد بلغ 300، فضلاً عن 25 جنديًا. في حين أن عدد المصابين وصل 39 (توفي 6 منهم متأثرين بجراحهم في وقت لاحق). هذا ومن المعتقد أن تكون النيران الصديقة سببًا في وقوع عدد من الضحايا، وذلك لأن إطلاق الرصاص قد حدث في مدى ضيق وحالة من الفوضى. تم تكريم ما لا يقل عن عشرين جنديًا لما قدموه من «بطولات» في هذه المعركة ومُنحوا وسام الشرف
في حين أن الموقع تم تكريسه ليصبح معلمًا تاريخيًا قوميًا.

## مقدمة

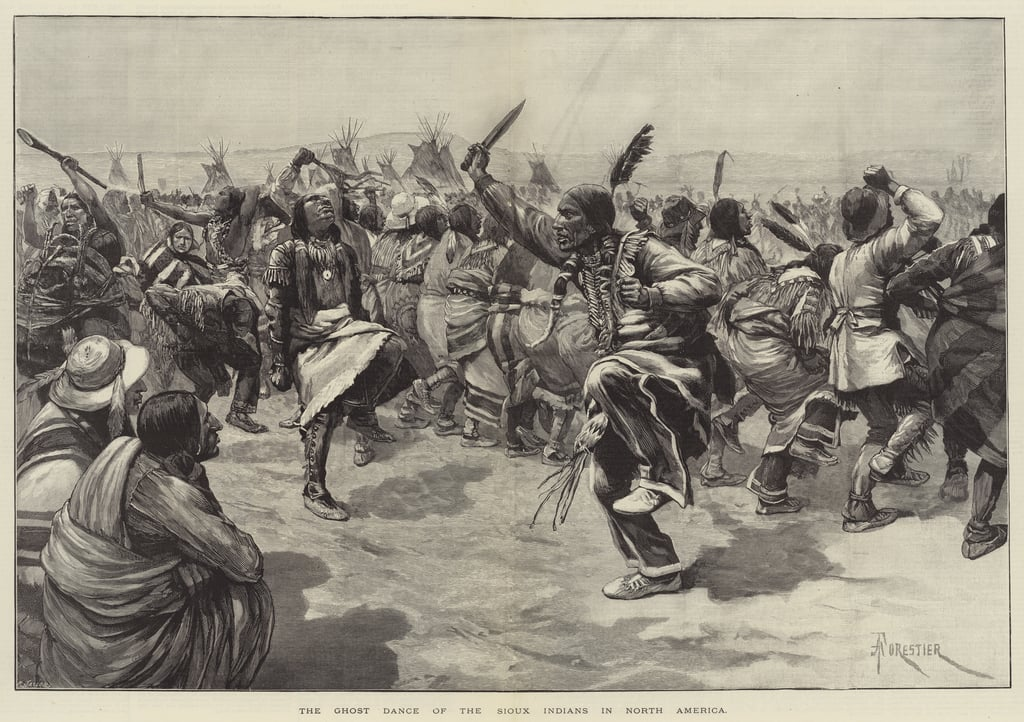
رقصة الشبح

كانت الحكومة الأمريكية في السنوات السابقة للمعركة قد قامت بمحاولات مستميتة لإعادة التفاوض حول المعاهدات التي كانت قد عقدتها مع شعب لاكوتا. كما شهدت تلك السنوات تراجع عدد قطعان البيسون (الغذاء الرئيسي لقبيلة سيوكس) تراجعًا ملحوظًا. وعلى الرغم من أن هذه الاتفاقيات تتعهد  بتوفير الطعام، والسكن، والملابس، وكذلك حماية أراضي المحميات من تعديات المستوطنين، والباحثين عن الذهب، فإنها لم تنفذ بالمستوى الذي أمله بعض القبائل. وهو ما أدى إلى إثارة الاضطرابات حول هذه المحميات.
وفي هذه الأثناء، انتشرت بعض الأخبار بين سكان المحميات كما النار في الهشيم حول متنبئ بايوت (Paiute) واسمه وفوكا (Wovoka)، مؤسس ديانة رقصة الشبح. فقد كان يؤمن بأن المسيح، يسوع المسيح، قد عاد إلى الأرض في هيئة أحد سكان أمريكا الأصليين.
كما كان يؤمن بأن المسيح سوف يرفع جميع المؤمنين به من الأمريكيين الأصليين فوق الأرض، كما سيختفي الرجل الأبيض من الأراضي الأمريكية، وستزدهر قطعان الجاموس، والحيوانات الآخر، فضلاً عن إيمانه بعودة أشباح الأسلاف إلى الأرض — ومن هنا جاء أصل التسمية «رقصة الشبح». وحينئذٍ سوف يعودون إلى الأرض للعيش في سلام. وهو ما لا يمكن حدوثه إلا عند أداء «رقصة الشبح». علم سفراء لاكوتا إلى وفوكا، كيكنغ بير وشورت بول السيوكس أنه أثناء أداء رقصة الشبح، يجب أن يرتدو قمصان خاصة برقصة الشبح التي رآها بلاك إلك في إحدى رؤا؛ والتي ادعى كيكنج بير أنها تمتلك القوة اللازمة لصد الرصاص.
شعر الأمريكيون الأوروبيون بالقلق عند رؤيتهم سكان الحوض العظيم وقبائل السهول يؤدون رقصة الشبح، خوفًا من أن يكون هذا مقدمة لتمرد وهجوم مسلح. وكان من بينهم وكيل الولايات المتحدة الهندي في محمية ستاندينغ روك حيث كان يعيش الزعيم سيتينج بول. قرر بعض المسؤولين الأمريكيين احتجاز بعض زعماء القبائل من أجل إخماد ما أطلقوا عليه «الهوس بالمسيح». أملت السلطات العسكرية أولاً في الحصول على عون بافلو بيل — وهو أحد أصدقاء سيتينج بول — في تنفيذ الخطة للتقليل من فرص حدوث العنف؛ إلا أن عميل ستاندينج روك جيمس ماكلولين تجاوز أمر السلطة العسكرية وأرسل الشرطة الهندية لإلقاء القبض على سيتنغ بول.
وفي 15 ديسمبر 1890، وصل 40 رجلاً من رجال الشرطة الهنود إلى منزل الزعيم سيتنج بول لإلقاء القبض عليه. احتشدت الجموع احتجاجًا، وانطلقت الرصاصة الأولى عندما حاول سيتنج بول الإفلات من معتقليه، فسقط الضابط الذي كان ممسكًا به قتيلاً. وهكذا خرجت المزيد من الرصاصات، متسببة في وفاة سيتنج بول، وثمانية من مؤيديه فضلاً عن ستة من رجال الشرطة. وبعد وفاة سيتنج بول، فر 200 رجل من فرقة هنكبابا، خوفًا من الانتقام، وغادروا ستاندينج روك للانضمام إلى الزعيم سبوتد إلك (والذي عرف لاحقًا باسم «بيج فووت (Big Foot)») وفرقته مينيكينجو عند محمية نهر شايان الهندية.
غادر سبوتد إلك وعشيرته بصحبة 38 شخصًا من أفراد الهنكبابا محمية نهر شايان في 23 ديسمبر قاصدين محمية باين ريدج الهندية بحثًا عن ملجأ لدى رد كلاود (Red Cloud).
وكان الوكيل الهندي السابق لباين ريدج فالنتاين مجيليكدي قد سُئل عن رأيه في «الأعمال العدائية» التي ارتبطت بحركة رقصة الشبح وقام بها الجنرال ليونارد و. كولبي (Leonard W. Colby) قائد الحرس الوطني بنبراسكا (جزء من أحد الخطابات يعود إلى 15 يناير 1891):
«أما عن «رقصة الشبح» فقد حظيت باهتمام كبير، كانت العَرَض فقط [هكذا قيل] أو المظهر السطحي لمشكلة عميقة الجذور، دائمة الوجود; فما وقع في ذلك الوقت كمن قام بعلاج انتشار الجدري بوصفه المرض وتجاهل المسبب البنيوي له.»
«وعن نزع سلاح السيوكس، فعلى الرغم من أنه أمر يرغب الجميع في حدوثه، فأنا أرى أنه غير مستحسن، وغير عملي. وأخشى أن تصبح نتيجته كما حدث في تطبيق الحظر نظريًا في كنساس، وأيوا، وداكوتا، سوف تنجحون في نزع السلاح والإبقاء على الهنود الودودين غير مسلحين لأنكم قادرون على ذلك، ولكنكم لن تنجحوا في ذلك مع العناصر الغوغائية لأنكم ببساطة لا تستطيعون.»
"فإذا كان بإمكاني أن أصبح وكيلاً هنديًا مجددًا، وكان في يدي الخيار، فإنني أفضل تولي مسؤلية 10.000 فرد مسلح من السيوكس بدلاً من عدد مماثل غير مسلح؛ كما أنني أوافق على التعامل مع هذا الرقم، أو شعب السيوكس بأكمله دون جندي أبيض واحد. كامل احترامي، إلخ، في. ت. مجيليكدي.
ملحوظة: لقد تجاهلت القول أنه حتى التاريخ المذكور فإنه لم تكن هنالك أية اضطرابات أو حروب قد اندلعت في السيوكس. ولم يُقتل أي مواطن من نبراسكا أو داكوتا أو إزعاجه أو تعرض لأي خدش ولم تتعرض أية ممتلكات للتدمير."
| برقية الجنرال مايلز |
| أرسل الجنرال مايلز هذه البرقية من مدينة رابيد سيتي إلى الجنرال جون سكوفيلد (John Schofield) في واشنطن العاصمة في 19 ديسمبر 1890: "لا يمكن إيجاد حل للمشكلة الهندية بشكل دائم بعد أن وصلت إلى هذا الطريق المسدود، فلا يتطلب الأمر سوى تنفيذ التزامات معاهدة الكونجرس التي تم تشجيع الهنود وإجبارهم للتوقيع عليها. فهم وقعوا على ما يقتضي التخلي عن جزء نفيس من أرض محميتهم، والتي يشغلها الشعب الأبيض الآن، في حين أنهم لم يتلقوا في مقابلها شيئًا." "فهموا أنهم سيحصلون على مخصصات وفيرة كدعم لهم، ولكنهم بدلاً من ذلك، فوجئوا بتقليل نسبة مؤناتهم، وعاشوا على نصف أو ثلثي الحصص الخاصة بهم أغلب الوقت، في حين عانت محاصيلهم، ومحاصيل البيض من الفشل التام لمدة عامين." "ولهذا ساد جو عام من السخط، خاصة بين السيوكس، وكانت قبائل الشايان على حافة المجاعة فاضطرت إلى ارتكاب عمليات سلب ونهب في محاولة للبقاء على قيد الحياة. هذه حقائق لا ترقى إلى الشك، وتكثر الدلائل على صحتها ويوجد آلاف الشهود عليها." |

## المعركة

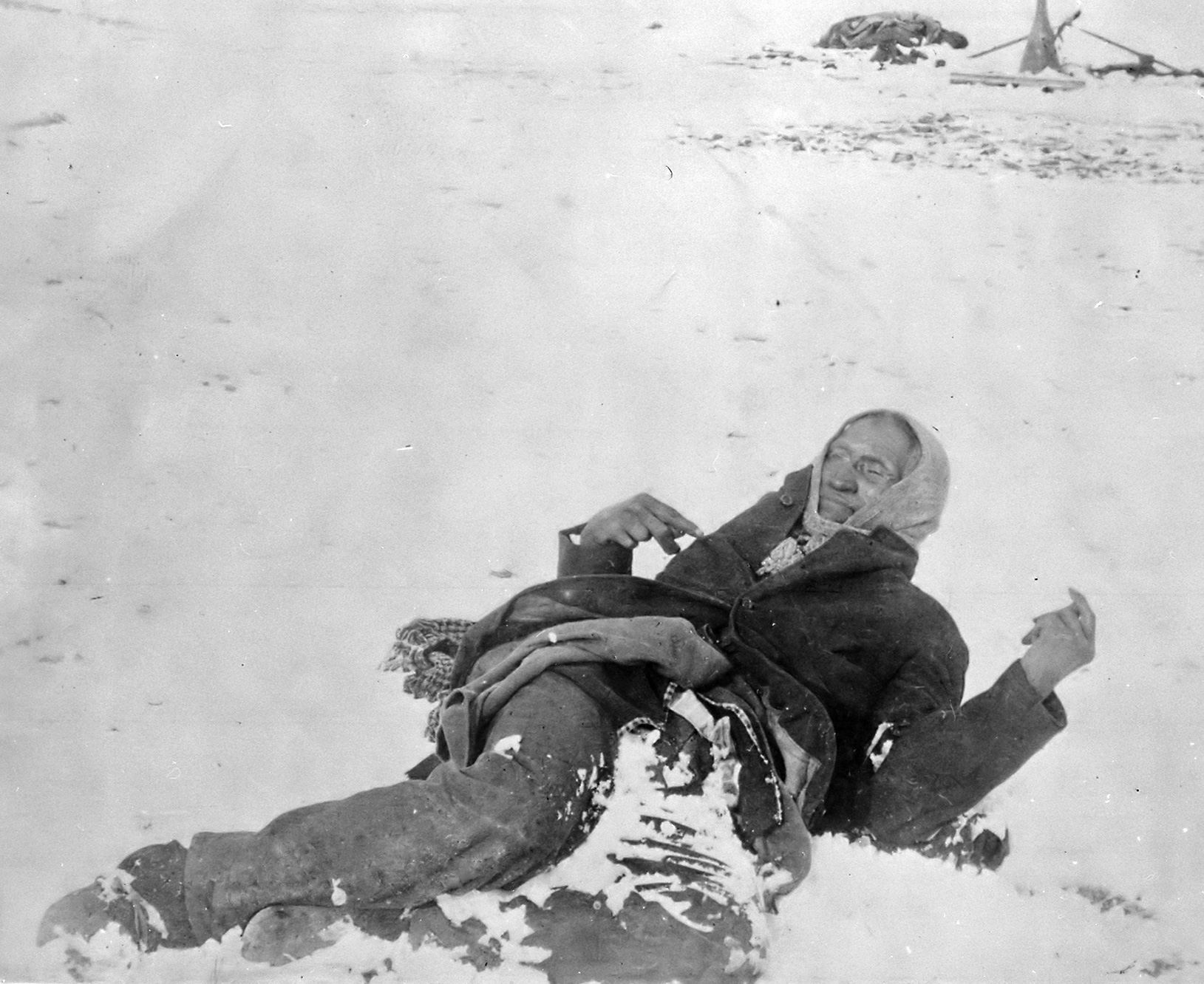
سبوتد إليك قتيلاً بعد معركة الركبة الجريحة عام 1890

في 28 ديسمبر 1890, اعترض طريق سبوتد إلك زعيم قبائل مينيكينجو لاكوتا، و350 من أتباعه فرقة من سلاح الفرسان السابع تحت قيادة الرائد صاموئيل م. ويتسايد في الجنوب الغربي من الطريق الوعرة بالقرب من بركيوباين بوت. وكان جون شانجرو (John Shangreau)، مستكشفًا ومترجمًا له أصول من سيوكس، قد نصحهم بألا يقدموا على نزع السلاح على الفور لأن ذلك قد يدفعهم إلى انتهاج العنف. اصطحب الجنود سكان لاكوتا حوالي خمسة أميال في الاتجاه الجنوبي الغربي (8 كم) إلى نهير الركبة الجريحة حيث أقاموا معسكرًا هناك. وفي وقت لاحق من نفس المساء، وصل الكولونيل جيمس و. فورسيث وباقي الفوج السابع لسلاح الفرسان، ليصل عدد الجنود في الركبة الجريحة إلى 500 جندي. وعلى الجانب المقابل، بلغ عدد الهنود 350، منهم 120 من النساء والأطفال.
حاصر الجنود مخيم سبوتد إلك وقاموا بنصب أربعة مدافع هوتشكيس لإطلاق النار السريع.
وفي فجر 29 ديسمبر 1890، أمر الكولونيل فورسيث بتسليم الأسلحة، وإخلاء ونقل الهنود من «منطقة العمليات العسكرية» للقطارات المنتظرة. أما التفاصيل الدقيقة حول سبب اندلاع القتال فإنها محل جدل. فوفقًا لبعض الروايات، بدأ طبيب مشعوذ اسمه يلو بيرد في أداء رقصة الشبح، مكررًا تأكيده لشعب لاكوتا أن قمصان الشبح مضادة للرصاص. ومع تصاعد حدة التوتر، رفض بلاك كويت التخلي عن بندقيته، فقد كان أصمًا ولم يفهم الأمر. فقال هندي آخر: «بلاك كويت أصم.» (ولم يكن يتحدث الإنجليزية). وعندما رفض الجندي الالتفات إلى التحذير قال: «توقف! إنه لا يمكنه الاستماع إلى أوامرك!» وفي هذه الأثناء، أمسك جنديان ببلاك كويت من الخلف، وفي نزاعه (المزعوم) معهم، انطلقت الرصاصات من بندقيته. وفي اللحظة ذاتها، ألقى يلو بيرد حفنة تراب في الهواء، ثم قام ما يقرب من خمسة رجال يافعين من لاكوتا معهم أسلحة مخبأة برمي بطانياتهم جانبًا، وأفرغوا رصاص بندقياتهم في اتجاه جنود الفوج. وبعد هذا التبادل الأولي لإطلاق النار، أصبح الوضع عشوائيًا.

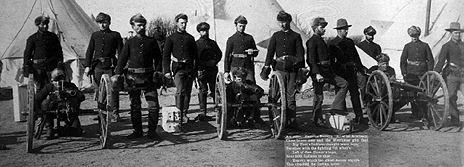
وقفة للجنود بجوار ثلاثة من مدافع هوتشكيس الأربعة التي اُستخدمت في الركبة الجريحة.
يقول التعليق على الصورة:
«بطارية 'E' الشهيرة من سلاح المدفعية الأول. قام هؤلاء الرجال الشجعان بالاستعانة ببنادق هوتشيكس، التي اعتقد هنود بيج فووت أنها دمى، وما تبقى من جنود الفوج السابع الذين كانوا بقيادة الجنرال كستر بإرسال 200 هندي إلى الجنة التي يستمتع بها مؤدوا رقصة الشبح. وهو ما أوقف ضجيج الهنود، ليعود الجنرال مايلز بصحبة جنوده إلى إلينوي.»

ووفقًا لرواية القائد الجنرالنيلسون أ مايلز، فقد وقع «شجار بين أحد المحاربين الذي كان يمسك [بندقيته] بيده واثنين من الجنود. انطلقت رصاصات البندقية على حين غرة ونشبت المعركة، ليسقط المحاربون، والزعيم المريض سبوتد إلك، وعدد كبير من النساء، والأطفال الذين حاولوا الهرب بالجري والانتشار في البراري حيث تعرضوا للمطاردة وأُعمل فيهم القتل.»
في البداية، نشب القتال في مدى ضيق، حيث أسفر عن سقوط نصف الرجال الهنود ما بين قتيل وجريح قبل أن يجدوا فرصة للفرار من الرصاص. اختطف بعض الهنود بنادقهم التي كانوا يخفونها وفتحوا النار على الجنود. ومع عدم وجود غطاء، وحقيقة أن الكثيرين من السيوكس كانوا عزلاً، فإن هذه المرحلة من القتال لم تستمر سوى بضع دقائق على الأكثر. وفي الوقت الذي كان يتبادل فيه المحاربون والجنود إطلاق النار في مدى ضيق، استخدم آخرون مدافع هوتشيكس موجهين فوهتها إلى مخيم تيبي المليء بالنساء والأطفال. ويُعتقد أن معظم الجنود الذين سقطوا في أرض المعركة كانوا ضحايا نيران صديقة انطلقت من مدافع هوتشيكس الخاصة بهم. لاذت النساء الهنديات والأطفال بالفرار من المعسكر، باحثين عن ملجأ آمن من وابل النيران في واد قريب. فقد الضباط السيطرة على رجالهم تمامًا. انطلق بعض الجنود في أرض المعركة مُجْهِزين على الجرحى من الهنود. بينما امتطى آخرون أحصنتهم وطاردوا أهالي لاكوتا (الرجال، والنساء، والأطفال على حد سواء)، حتى عدة أميال عبر البراري في بعض الحالات. وفي نهاية القتال الذي استمر لأقل من ساعة، كان قد سقط 150 قتيلاً من لاكوتا على الأقل، وجُرح حوالي 50 آخرين. في حين بلغت خسائر الجيش 25 قتيلاً و39 مصابًا.

## روايات الشهود

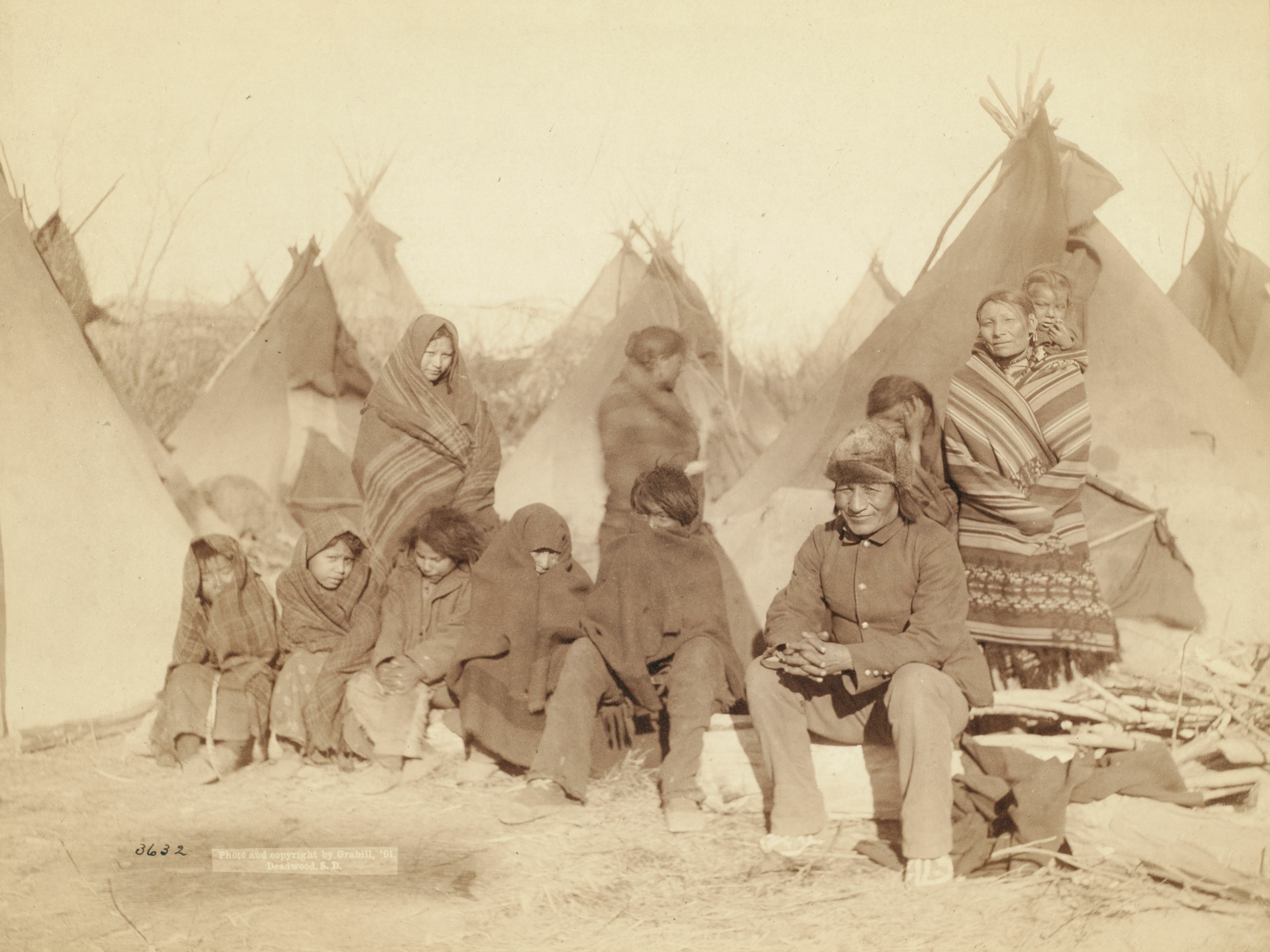
"ما تبقى من جماعة بيج فوت": جون جابريل (John Grabill)، 1891

- ديوي بيرد (أيرن هيل Iron Hail), 1862–1955), أحد الناجين من شعب مينيكونجو لاكوتا: وكما ذُكر لإلي إس. ريكر:

«...ثم انطلق العديد من الهنود إلى الوادي; في حين ركض بعضهم إلى أعلى الوادي متخذين الوضع الأفضل للدفاع.»
- بلاك إلك (1863–1950); طبيب مشعوذ، أوجالا لاكوتا (Oglala Lakota):

«لم أعرف حينئذ عدد الذين قضي عليهم. وعندما أعود بذاكرتي الآن بعد ما بلغت من العمر ما بلغت، ما زلت أرى نساءً وأطفالاً قد ذبحوا، وألقيت جثثهم في أكوام أو مبعثرة بامتداد الوادي العميق بوضوح لا يقل عما كنت أراه به في شبابي. ويمكنني رؤية أن شيئًا آخر قد مات أيضًا هناك في الوحل الملطخ بالدماء، ودفنته العاصفة الثلجية. إنه حلم شعب قُتل. كان حلمًا جميلاً... انفرط عقد الأمة وتناثرت حباته، فلم يعد هناك مركز، وماتت الشجرة المقدسة.»
(المصدر: بلاك إلك يتحدث، عام 1932)
- أمريكان هورس (American Horse)) (1840–1908); زعيم أوجلالا لاكوتا:

«كانت هناك امرأة تحمل رضيعها بين ذراعيها، وقد قتلت بينما كانت على وشك لمس الراية البيضاء... أم أخرى تحمل رضيعها تعرضت للقتل، ولم يعرف الطفل أن أمه ماتت فقد كان لا يزال منهمكًا في الرضاعة... قُتلت النساء أثناء فرارهن بأطفالهن حيث أطلق عليهن النار...وبعد سقوط معظمهن قتيلات، سُمع دوي صرخة أن تعود النساء اللاتي لم يتعرضن للقتل، أو الإصابة وسوف يكن بمأمن. خرج بعض الأولاد الصغار من مخابئهم، وبمجرد أن أصبحوا في مرمى البصر حاصرهم الجنود وأعملوا فيهم الذبح.»
- إدوار س. جودفري (Edward S. Godfrey)؛ كابتن; خدم بالسرية D من الفوج السابع لسلاح الفرسان:

«أعلم أن الرجال لم يتعمدوا فعل ذلك، ولكنهم كانوا في حالة كبيرة من الهياج. فلا أعتقد أنهم كانوا يعون ما يفعلون. فقد أطلقوا النار بسرعة كانت تبدوا ثوان معدودة فقط حتى لم يعد هناك وجود لأي شخص حي أمامنا؛ المحاربون، والنساء الهنديات، والأطفال، والأحصنة الصغيرة، والكلاب... اختفت جميعها قبل إطلاق النار غير المقصود.»
(كان جودفري برتبة ملازم في قوة الكابتن بنتين (Benteen) أثناء معركة ليتل بيج هورن (Battle of the Little Bighorn))
- هيو مغنيس؛ الكتيبة الأولى، سرية K، الفوج السابع سلاح الفرسان: "قدر الجنرال نيلسون مايلز الذي زار موقع المذبحة بعد عاصفة دامت ثلاثة أيام وجود حوالي 300 من الأجساد المغطاة بالثلج مبعثرة في أرجاء الريف. ومما هو مدعاة للخوف، اكتشف أيضًا أن أطفال أبرياء، ونساء يحملن أطفالهن الرضع بين أذرعهن قد تمت مطاردتهن لحوالي ميلين من الموقع الأصلي للواقعة وتعرضن للذبح بلا رحمة على أيدي الجنود. وبالنظر إلى عمليات الذبح التي حدثت على أرض المعركة، يمكننا القول أن الجنود قد أصيبوا بحالة من الهياج. وإلا فمن يمكنه تفسير مثل هذا الاستخفاف القاسي بالحياة؟ ... ومن وجهة نظري، لم تكن المعركة سوى اشتعال تلقائي فجرته حالة من انعدام الثقة المتبادلة ...[20]

## النتائج المترتبة
عقب عاصفة ثلجية استمرت لثلاثة أيام، استأجرت القوات العسكرية مجموعة من المدنيين لدفن موتى لاكوتا. وجدت مجموعة الدفن بعض الجثث في حالة متجمدة، فقاموا بجمعها في قبر جماعي في التل المطل على المخيم الذي انطلقت منه نيران المدافع. كما تم الإبلاغ عن وجود أربعة أطفال رضع ما زالوا على قيد الحياة، وقد دثرتهم أمهاتهم المتوفيات في شالاتهن. وإجمالاً، تم الإعلان عن سقوط 84 قتيلاً من الرجال، و44 من النساء، و18 من الأطفال في أرض المعركة، في حين أنه ما لا يقل عن سبعة أفراد من لاكوتا قد أصيبوا بجروح قاتلة.
أدان الجنرال نيلسون مايلز الكولونيل فورسيث وأعفاه من القيادة. وكانت محكمة تحقيق عسكرية شاملة عقدها مايلز قد وجهت نقدًا لفورسيث على استعداداته التكتيكية، ولكنها مع ذلك أعفته من المسؤولية. ومع هذا، فلم يكن انعقاد محكمة التحقيق رسميًا ولكنها عقدت بوصفها محكمة عرفية.
وبالتزامن مع هذا القرار، أمر وزير الحرب إعادة فورسيث إلى منصبه في قيادة الفوج السابع من سلاح الفرسان. إذ أظهرت الشهادات أن الجنود حاولوا تجنب وقوع أي خسائر في صفوف المدنيين في أغلب الوقت. استمر مايلز في تقريعه لفورسيث حيث كان يعتقد أنه تعمد مخالفة أوامره بهدف التخلص من الهنود. ثم روج مايلز للحكم بأن الركبة الجريحة لم تكن سوى مذبحة متعمدة وليست مأساة نجمت عن قرارات سيئة، في محاولة منه للإجهاز على سيرة فورسيث المهنية. الأمر الذي تم إدراكه لاحقًا، ليتلقى فورسيث ترقية ويصل إلى رتبة لواء.
أما عن ردة فعل الشعب الأمريكي على هذه المعركة فقد كانت إيجابية بوجه عام. فسر الكثيرون من غير سكان لاكوتا، الذين يعيشون بالقرب من المحميات، المعركة على أنها هزيمة الحركة القتالية الثورية; في حين أن آخرين خلطوا بين مؤدي رقصة الشبح والهنود الحمر بوجه عام. وفي استجابة صحفية للحدث، كتب المحرر الصحفي الشاب فرانك باوم (L. Frank Baum) مؤلف رواية معالج رائع من أوز (The Wonderful Wizard of Oz) في صحيفته Aberdeen Saturday Pioneer بتاريخ 3 يناير 1891:

أوضحت بايونير (Pioneer) سابقًا أن أمننا لا يتوقف إلا على الإبادة الكاملة للهنود الحمر. فبعد أن تعرضوا للظلم على أيدينا لعدة قرون، كان من الأفضل لنا وحماية لحضاراتنا، أن نتبعه بظلم أخير نمحو به أثر هذه المخلوقات الوحشية غير القابلة للترويض من على وجه الأرض؛ لأن أمن مواطنينا، وأمن جنودنا الذين يعملون تحت إمرة قيادة عاجزة لا يكمن إلا هنا. أو أننا في المقابل علينا أن نتوقع أن تزخر السنوات القادمة بمشكلات الهنود الحمر الشبيهة بتلك التي كانت في الماضي.

وفي أقرب فرصة سنحت بعد الحادثة، شكل ديوي بيرد، وأخوه جوزيف هورن كلاود وآخرون رابطة الناجون من مذبحة الركبة الجريحة، والتي تضمنت أحفادهم أيضًا. فطالبوا بتعويضات من الحكومة الأمريكية عن العدد الكبير للوفيات والجرحى. واليوم تعمل الرابطة بشكل مستقل وتسعى لصون وحماية الموقع التاريخي من الاستغلال، كما تدير المعالم التذكارية التي تُشيَّد هناك. جدير بالذكر أن أوراق الرابطة (في الفترة بين عام 1890 – 1973) وكل ما يتعلق بها من وثائق في حوزة جامعة داكوتا الجنوبية كما أنها متاحة لإجراء الأبحاث. هذا ولم يكن النصب التذكاري للاكوتا سيكوس جزءًا من المعالم التاريخية الوطنية حتى تسعينيات القرن الماضي.
وبعد أكثر من ثمانين عامًا من وقوع المعركة، وفي 27 فبراير 1973, شهدت الركبة الجريحة حادثة الركبة الجريحة، وكانت مواجهة دامية دامت 71 يومًا بين مسلحين من حركة الهنود الحمر، الذين اختاروا هذا الموقع لقيمته الرمزية، ومسؤولي تنفيذ القانون الفيدرالي.

### معركة بعثة دريكسيل

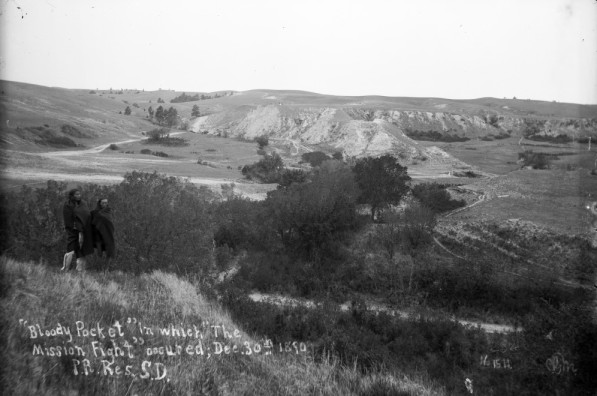
"الجيب الدامي"; موقع معركة بعثة دريكسيل.

تعد الركبة الجريحة تاريخيًا آخر سلسلة الحروب الجماعية بوجه عام التي استمرت لعدة قرون بين القوى الاستعمارية الأمريكية من جهة، والهنود الحمر من جهة أخرى، والمعروفة باسم الحروب الهندية. على الرغم من أنها ليست آخر الصراعات المسلحة بين الهنود الحمر والولايات المتحدة.
أما عن معركة بعثة دريكسيل فهي إحدى المواجهات المسلحة بين محاربي لاكوتا والجيش الأمريكي، نشبت في محمية باين ريدج الهندية بعد يوم من المعركة التي حدثت في 30 ديسمبر 1890، إذ وقعت المعركة في نهير الطين الأبيض حوالي 15 ميلاً شمال باين ريدج والتي أقام شعب لاكوتا الفار من استمرار الوضع العدواني في الركبة الجريحة بها مخيمًا.
أُرسلت السرية K من الفوج السابع لسلاح الفرسان الأمريكي — الذي اشترك في المعركة — لإجبار شعب لاكوتا على العودة إلى المناطق التي تم تخصيصها لهم كمحميات. وكان من بين هؤلاء «العدائيين» برولى (Brulé) لاكوتا من محمية روزبد الهندية. أسقط في يد الفوج السابع لسلاح الفرسان الأمريكي وتعرض لإطلاق نار كثيف في أسفل الوادي من جانب قوى لاكوتا المتحالفة وكان لا بد من إنقاذ هذا الفوج بمساعدة آخر، فزُج بالفوج التاسع لسلاح الفرسان، وهو فوج الأفارقة الأمريكيين الملقب باسم جنود بافالو في المعركة.
وكان من بين محاربي لاكوتا شاب من روزبد اسمه بلنتي هورسز (Plenty Horses) كان قد عاد مؤخرًا من مدرسة كارلايل الهندية في بنسلفانيا حيث قضى فيها خمس سنوات. وبعد هذه المعركة بأسبوع، أطلق بلنتي هورسز الرصاص على ملازم الجيش إدوارد و. كايسي (Edward W. Casey), قائد مستكشفي شايان (قوات L، الفوج الثامن لسلاح الفرسان) فأرداه قتيلاً. وقد ساعدت الشهادة المقدمة في محاكمة بلنتي هورسز، وتبرئته اللاحقة في إلغاء المسؤولية القانونية للجيش الأمريكي عن مذبحة الركبة الجريحة.

## الجدل الدائر حول وسام الشرف
منح الجيش الأمريكي وسام الشرف لعشرين شخصًا مما شاركوا في المذبحة، على الرغم من أن هذا أعلى تكريم يقدمه الجيش؛ ولهذا طالب ناشطون من الهنود الحمر بسحب هذه الأوسمة لأنها «أوسمة خزي» على حد تعبيرهم. ووفقًا لما ذكره أحد أفراد قبيلة لاكوتا وليام ثندر هوك (William Thunder Hawk)، «يمنح وسام الشرف مكافأة للجنود الذين يُقدمون على أفعال بطولية؛ ولكن في مذبحة الركبة الجريحة، أي بطولات تلك التي قاموا بها! إنهم على العكس من ذلك، لم يظهروا سوى الوحشية.» وفي عام 2001, مرر المؤتمر الوطني للهنود الحمر قرارين أدان خلالهما جوائز أوسمة الشرف وناشد الحكومة الأمريكية بإلغائها.
وأشار المؤرخ ويل جي. روبنسون (Will G. Robinson) أنه في المقابل، لم يمنح إلا سوى ثلاثة أوسمة شرف فقط إلى الهنود الحمر من بين 64000 جندي من داكوتا الجنوبية كانوا قد شاركوا في الحرب العالمية الثانية لأربع سنوات.
وتذكر بعض الشهادات أن الأوسمة التي منحت لجنود مذبحة الركبة الجريحة قد حصلوا عليها لأنهم خرجوا مطاردين لشعب لاكوتا الذين كان يحاول الفرار أو الاختباء.
| أمثلة ممن مُنحوا وسام الشرف، الركبة الجريحة |
| اثنين من العشرين الذين مُنحوا وسام الشرف في الركبة الجريحة: جون سي. جريشام (GRESHAM, JOHN C) الرتبة والتنظيم: ملازم أول، الفوج السابع لسلاح الفرسان. المكان والتاريخ: نهير الركبة الجريحة، داكوتا الجنوبية، 29 ديسمبر 1890. التحق بالخدمة في: دار قضاء لانكستر، محل الميلاد: ولاية فيرجينا. تاريخ الصدور: 26 مارس 1895. الشهادة: طوعًا قاد مجموعة من الجنود باتجاه الوادي لإخراج هنود السيوكس المختبئين هناك. وكان قد تعرض للإصابة في هذه العملية. توماس سوليفان (SULLIVAN, THOMAS) الرتبة والتنظيم: جندي، السرية E، الفوج السابع لسلاح الفرسان. المكان والتاريخ: نهير الركبة الجريحة، داكوتا الجنوبية، 29 ديسمبر 1890. التحق بالخدمة في: نيوارك بولاية نيوجرسي، محل الميلاد: أيرلندا. تاريخ الصدور: 17 ديسمبر 1891. الشهادة: شجاعة واضحة أبداها ضد الهنود المختبئين في الوادي. |

## إحياء ذكرى المذبحة

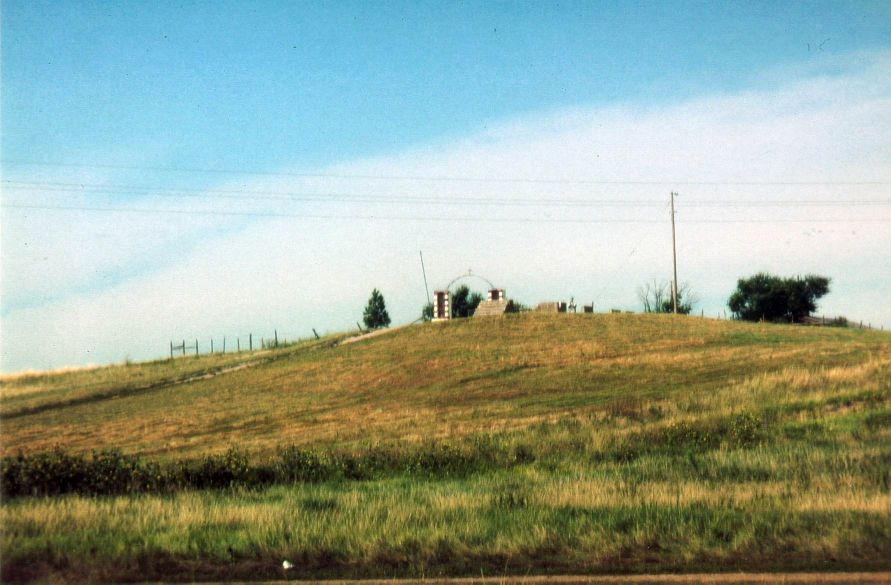
تل الركبة الجريحة، موقع مدافع الهوتشيكس أثناء المعركة، والتي أصبحت موقعًا للمقبرة الجماعية لقتلى الهنود الحمر فيما بعد.

بُنيت كنيسة على التل خلف المقبرة الجماعية التي دفن فيها ضحايا الهنود الحمر. وفي عام 1903، قام أحفاد ضحايا المعركة ببناء نصب تذكاري على موقع المقبرة. ويسرد النصب التذكاري أسماء العديد من الذين لقوا حتفهم في الركبة الجريحة كما يزين النصب نقش يقول:
«شيد الأقارب الناجون وغيرهم من هنود أوجالالا [هكذا قيل] وهنود السيوكس في منطقة نهر شايان تكريمًا لذكرى مذبحة الزعيم بيج فووت في 29 ديسمبر 1890 هذا النصب التذكاري، وكان الكولونيل فورسيث من يتولى قيادة القوات الأمريكية. بيج فووت هو زعيم هنود السيوكس العظيم؛ الذي اعتاد أن يقول» سأمد يدي بالسلام حتى آخر أيامي. «كما قدم الكثير من الأعمال الطيبة والشجاعة للبيض والهنود الحمر على السواء. هنا، لقى العديد من الأبرياء من النساء والأطفال حتفهم دون أدنى ذنب اقترفوه.»
تم إعلان أرض معركة الركبة الجريحة معلما تاريخيا وطنيا أمريكيًا عام 1965 وأُدرج في السجل الوطني للأماكن التاريخية عام 1966.
وابتداءً من عام 1986، انطلقت مجموعة بيج فووت التذكارية بغرض مواصلة تكريم الميت. اجتذبت المراسم عددًا أكبر من المشاركين كل عام، وتضمنت عيش المجموعة في الطقس البارد، ومعاناتهم من نقص الطعام والماء وذلك لأنهم كانوا يقلدون أفراد عائلتهم كما اعتادوا العيش في الركبة الجريحة. حملت المجموعة معها راية بيضاء ترمز إلى أملهم في السلام العالمي، ولتكريم واستعادة ذكرى الضحايا حتى لا يضيعون في غياهب النسيان.

## الثقافة العامة
ذُكرت العبارة، «ادفن قلبي في الركبة الجريحة» في قصيدة نشرت عام 1931 باسم «أسماء أمريكية (American Names)» للشاعر ستيفن فنسنت بينيت. تتحدث القصيدة عن حب بينيت لأسماء الأماكن الأمريكية، ولكنه لم يشر إلى المعركة. ومع هذا، عندما تم استخدام هذا السطر عنوانًا لكتاب صدر عام 1970 ادفن قلبي في الركبة الجريحة للمؤرخ دي براون (Dee Brown) — شاع ارتباطها بالحادثة. زاد كتاب براون من الوعي بالمعركة وأصبح من أكثر الكتب مبيعًا.
ليستخدم العنوان (عبارة بينيت) منذ ذلك الحين لعدد من المرات في الأغاني وغيرها من المراجع التي تشير إلى المعركة. وربما تكون الأشهر من بينها أغنية «ادفن قلبي في الركبة الجريحة (Bury My Heart at Wounded Knee)» للمؤلفة بافي سانت ماري (Buffy Sainte-Marie) وظهرت في ألبومها لعام 1992 صدفة وقصص محتملة (Coincidence and Likely Stories).
وتضمن قائمة الفنانين الذين ألفوا أو سجلوا أغانٍ تشير إلى معركة الركبة الجريحة: نايت ويش (Nightwish) («دماء نهر ماري (Creek Mary's Blood)» من ألبومه لعام 2004 «ذات مرة (Once)» وتتحدث عن جون تو هوكس (John Two-Hawks)); وفرقة مانوار (Manowar («حصان الروح من شيروكي (Spirit Horse Of The Cherokee)» من ألبوم عام 1992 باسم النصر الفولاذي (The Triumph Of Steel)); وأغنية جرانت لي بافالو (Grant Lee Buffalo) («هل كنت هناك؟ (Were You There?)» من ألبوم تراتيل العاصفة (Storm Hymnal) لعام 2001); وجوني كاش (Johnny Cash) (أغنيته الصادرة عام 1972 «بيج فووت (Big Foot)» والتي تتميز بعاطفتها الشديدة); وإنديجو جيرلز (The Indigo Girls) قاموا بأداء (أغنية سابقة لسانت ماري); تشارلي بار (Charlie Parr) («أغنية 1890» في ألبومه لعام 2010 عندما يصاب الشيطان بالعمى (When the Devil Goes Blind)); ونيك كيرشو (Nik Kershaw) («الركبة الجريحة (Wounded Knee)» في ألبومه الصادر عام 1989 الأعمال (The Works)); ساذرن ديث كالت (Southern Death Cult)(«مويا (Moya)»); وذا ووتر بويز (The Waterboys) («ادفن قلبي (Bury My Heart)»); وأوريا هيب (Uriah Heep)؛ بريموس (Primus)؛ وباتي سميث (Patti Smith)؛ روبي روبرتسون (Robbie Robertson)؛ فايف أيورن فرينزي (Five Iron Frenzy) كتب الأغنية الصادرة عام 2001 «اليوم الذي قُتلنا فيه (The Day We Killed)» مع ذكره لكسترد (Custard)، وبلاك كيتل (Black Kettle)، كما اقتبس من شهادات بلاك إلك من كتاب بلاك إلك يتحدث في ألبومهم فايف أيورن فرينزي2 (Five Iron Frenzy 2):إليكتريك بوجالو (Electric Boogaloo)؛ وكذلك تود ذا ويت سبروكت (Toad the Wet Sprocket)؛ بالإضافة إلى مارتي ستوارت؛ وبرايت أيز؛ بوكاهونتاس (Pocahontas) للمؤلف نيل يونج (Neil Young).
وفي عام 1973, أصدرت فرقة الروك الأمريكية ريد بون، التي شكلها باتريك ولولي فاسكيز (Patrick وLolly Vasquez)، من الهنود الحمر أغنية، «كلنا جرحنا في الركبة الجريحة (We Were All Wounded at Wounded Knee)». إذ تختتم هذه الأغنية بتكرار رقيق لجملة «كلنا جُرحنا في الركبة الجريحة.» احتلت الأغنية صدارة قائمة أفضل الأغاني في أوروبا. أما في الولايات المتحدة، فمُنعت الأغنية من الصدور، ثم منعت العديد من المحطات الإذاعية من بثها.
هذا وقد تمت الإشارة إلى المعركة في أفلام مثل ثندرهارت (Thunderheart) (عام 1992) وهيدالجو (عام 2004). كما تضمن الفيلم الصادر عام 2005 في الغرب (Into the West) مشاهد للمعركة. وفي عام 2007, أصدرت شركة أفلام HBO فيلمًا مقتبسًا عن رواية دي براون الأكثر مبيعًا ادفن قلبي في الركبة الجريحة.
وتصور رواية الكاتب بتري هلتنن المصورة الصادرة عام 2000 آفيتانسي (Aavetanssi) («رقصة الشبح،» بالفنلندية) المعركة من منظور الهنود الحمر (أي بوصفها مذبحة).

## معرض الصور

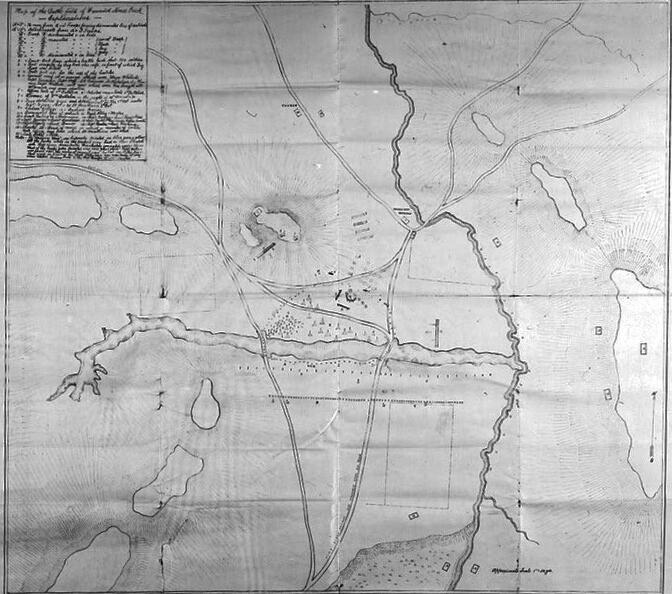
خريطة الركبة الجريحة
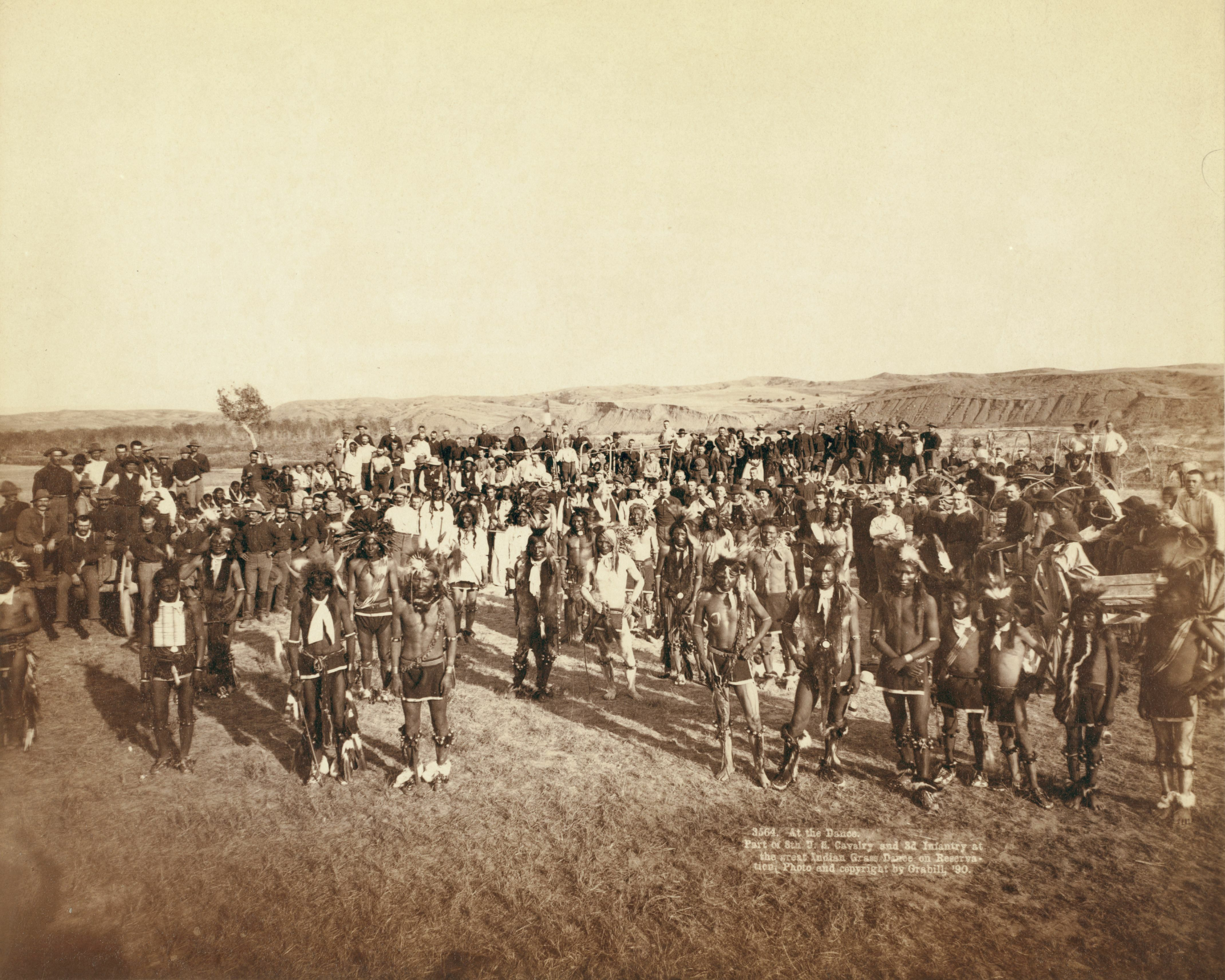
رقصة مينيكونجو لاكوتا في نهر شايان، داكوتا الجنوبية, 9 أغسطس 1890
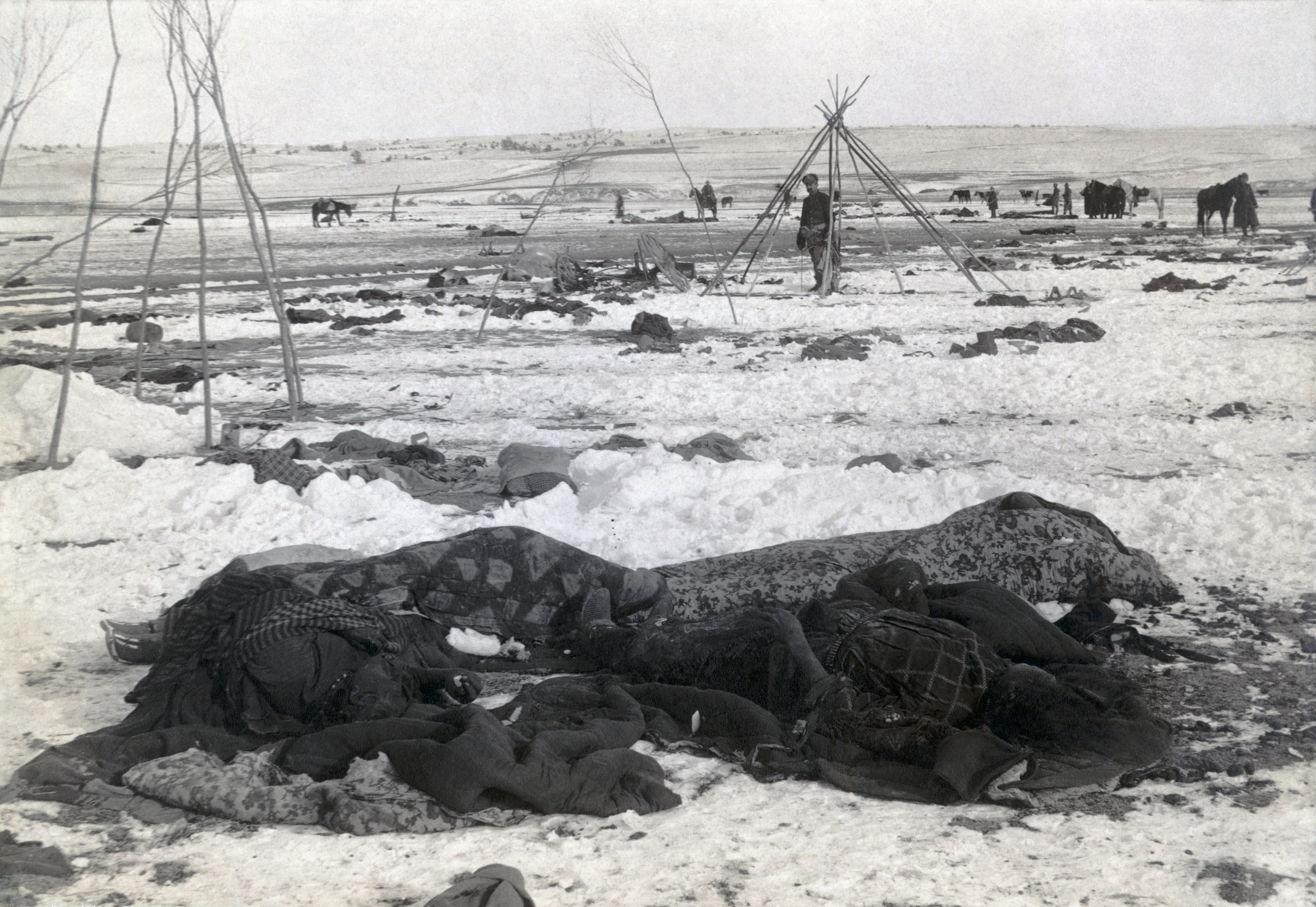
الموقع بعد ثلاثة أسابيع، وعدد من الجثث مغطاة ببطانيات في المقدمة
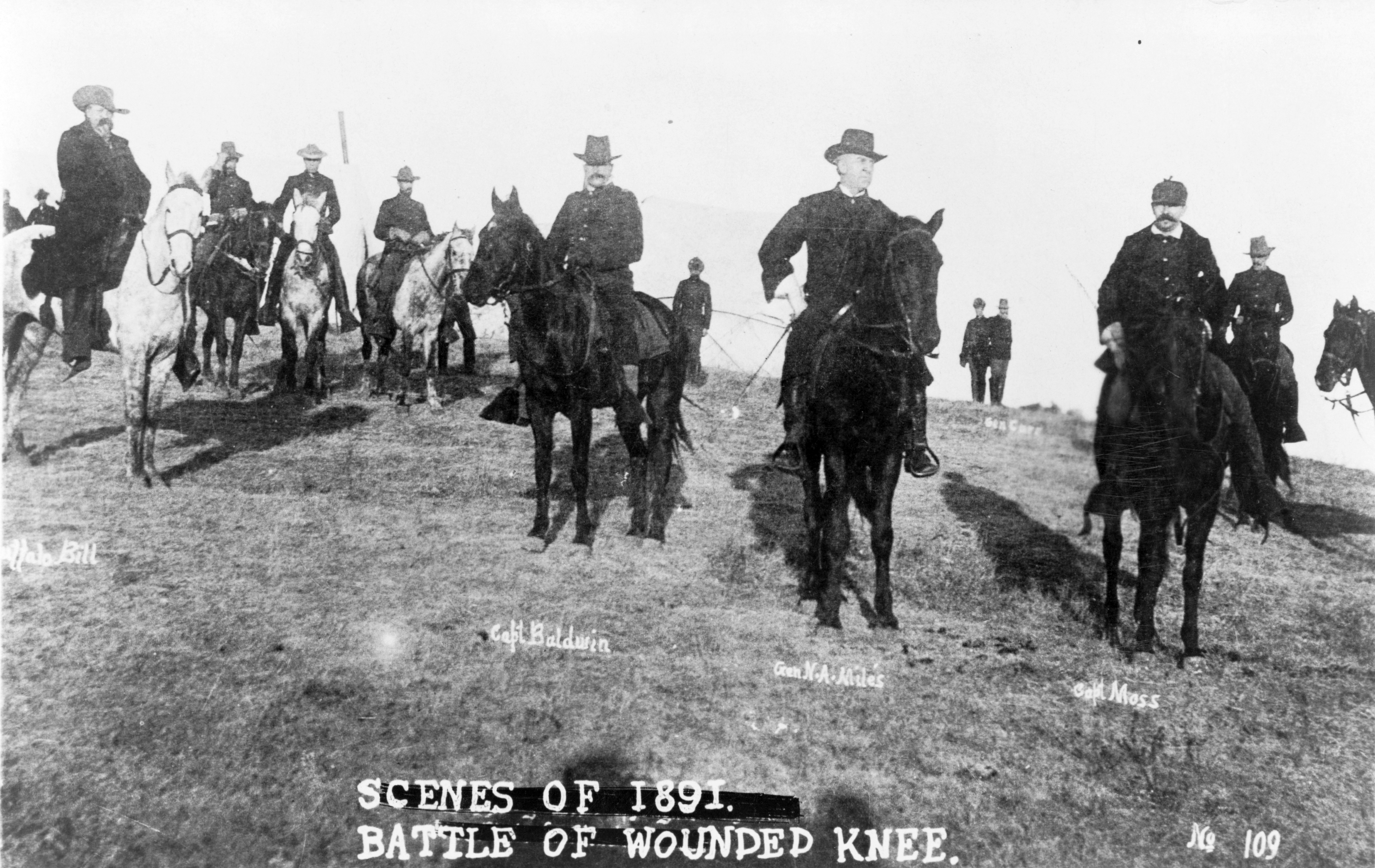
بافالو بيل، والكابتن بالدوين (Baldwin)، والجنرال نيلسون مايلز، وكابتن موس (Moss)، وآخرون، على ظهور الخيل، في أرض معركة الركبة الجريحة.
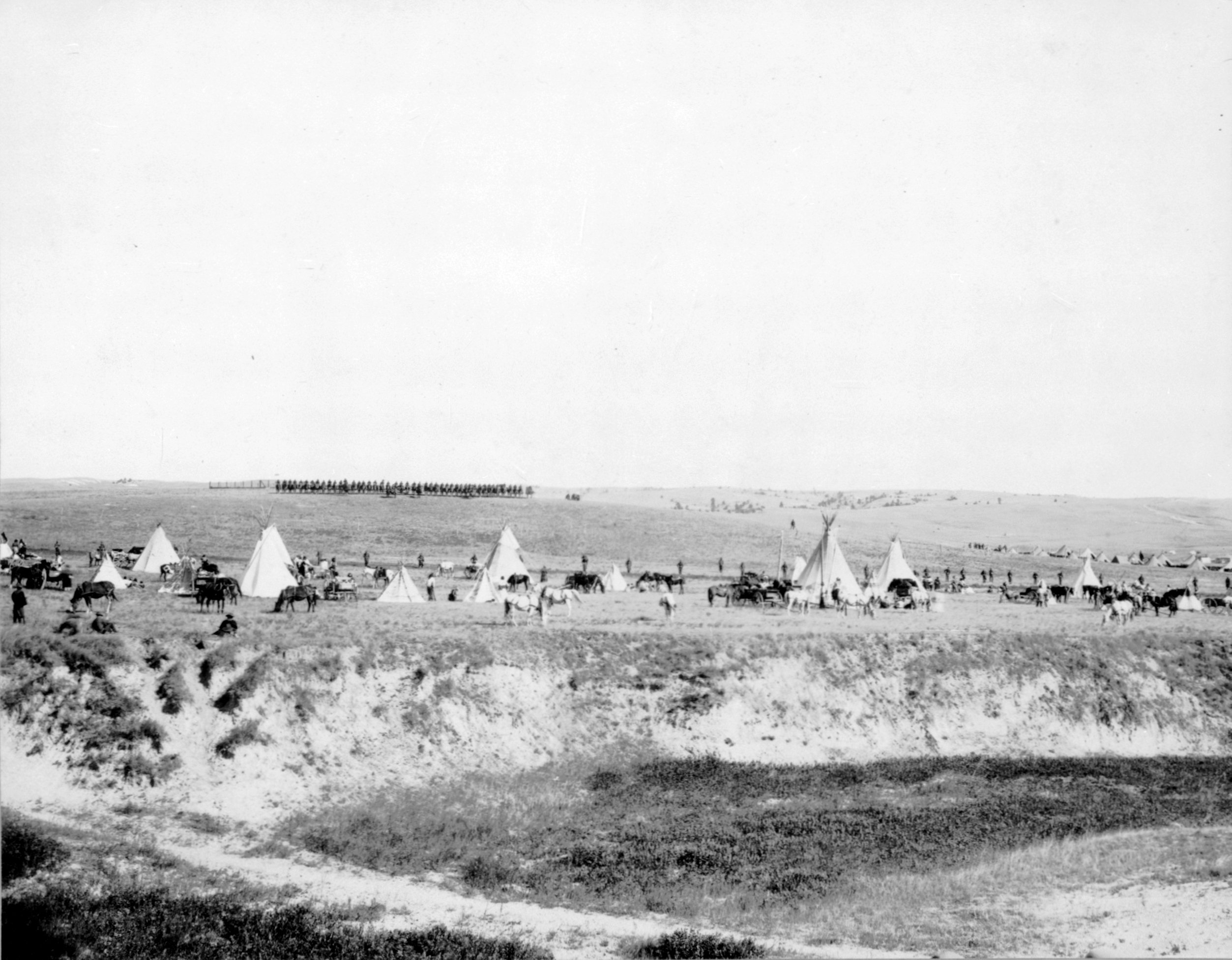
إعادة تمثيل للقوات الأمريكية المحاصرة لقبائل لاكوتا في الركبة الجريحة عام (1913).
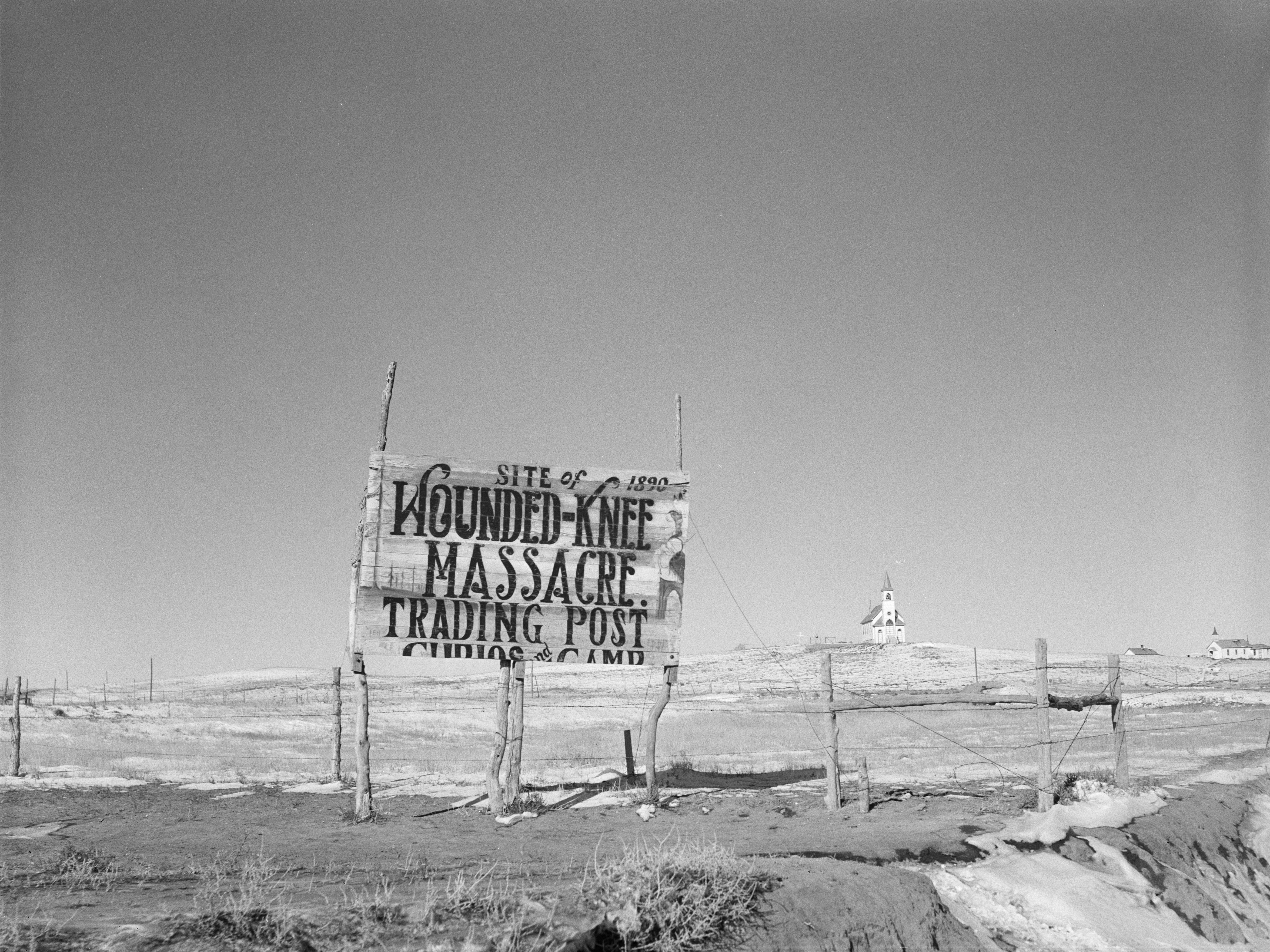
الركبة الجريحة, 1940
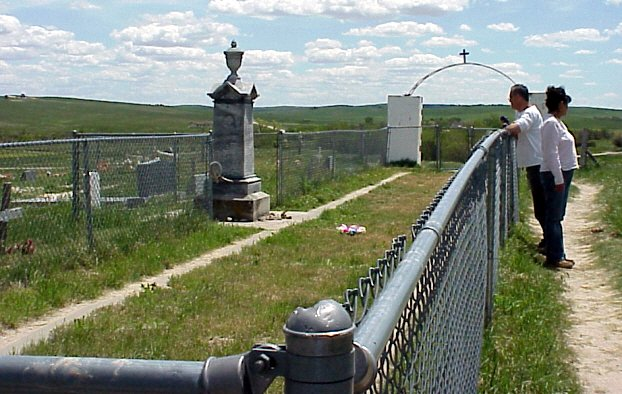
مقبرة الركبة الجريحة, 2003
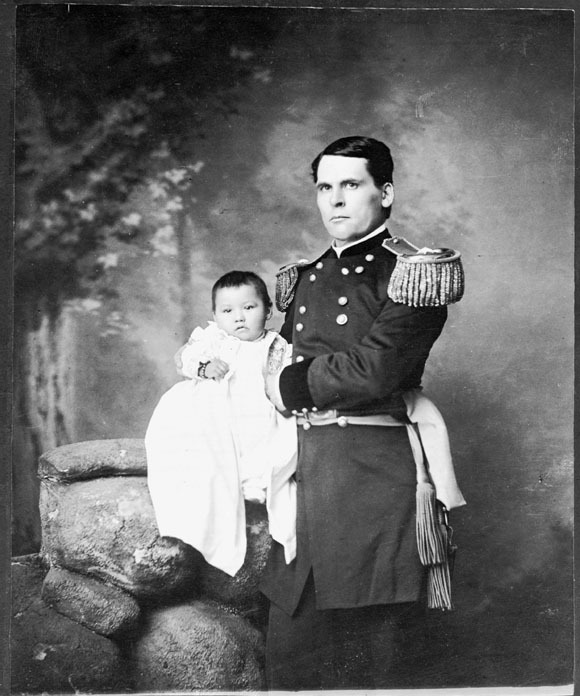
الجنرال كولبي يحمل زينتكالا نوني (Zintkala Nuni) (الطائر الصغير المفقود)، بعد أن عُثر عليها في أرض المعركة.

## كتابات أخرى
- Andersson, Rani-Henrik. The Lakota Ghost Dance of 1890, University of Nebraska Press, 2009.ISBN 978-0-8032-1073-8.
- Brown, Dee. Bury My Heart at Wounded Knee: An Indian History of the American West, Owl Books (1970). ISBN 0-8050-6669-1.
- Coleman, William S.E. Voices of Wounded Knee, University of Nebraska Press (2000). ISBN 0-8032-1506-1.
- Smith, Rex Alan. Moon of Popping Trees, University of Nebraska Press (1981). ISBN 0-8032-9120-5.
- Utley, Robert M.  [لغات أخرى]‏ Last Days of the Sioux Nation, مطبعة جامعة ييل (1963).
- Utley, Robert M. The Indian Frontier 1846–1890, University of New Mexico Press (2003). ISBN 0-8263-2998-5.
- Utley, Robert M. Frontier Regulars The United States Army and the Indian 1866–1891, MacMillan Publishing (1973). ISBN 0-8032-9551-0.
- Yenne, Bill. Indian Wars: The Campaign for the American West, Westholme (2005). ISBN 1-59416-016-3.
- Champlin, Tim. A Trail To Wounded Knee : A Western Story, Five Star (2001). ISBN 0-7826-2401-0.

## وصلات خارجية
- The Wounded Knee Museum in Wall, South Dakota
- Bureau of American Ethnology report on the Ghost Dance Religion نسخة محفوظة 12 فبراير 2006 على موقع واي باك مشين., PBS
- "Walter Mason Camp Collection," includes photographs from the Battle of Wounded Knee Creek, Brigham Young University
- US Army Casualty list of Wounded Knee, GenForum
- "A Dark Day" - Education Resource, Dakota Pathways
- "Lost Bird of Wounded Knee" - Education Resource, South Dakota Public Television
- Review: Bury My Heart At Wounded Knee, HBO production, Friends of the Little Big Horn
- Susanna L.J. Red Bear, Find-a-Grave
- Lost Bird of Wounded Knee (1890–1919), Find-a-Grave
- "THE GHOST DANCE.; HOW THE INDIANS WORK THEMSELVES UP TO FIGHTING PITCH", eyewitness account by reporter, New York Times, 22 November 1890